# 1304 Ароза
1304 Ароза (1304 Arosa) — астероїд головного поясу, відкритий 21 травня 1928 року.
Тіссеранів параметр щодо Юпітера — 3,099.